# 緒方もも
緒方 もも（おがた もも、1997年12月24日 - ）は、日本の女優、タレント、YouTuber、TikTokerで、元iDOL Street ストリート生の一人（第3期生）である。
大阪府出身。愛称は「ぴぃちゃん」「モーシー」「ももちゃん」

## 略歴
2011年、「アイドリング!!!5期生オーディション」に応募。同年12月4日の東京ドームシティホール公演に5期候補生として登壇するも、5期メンバーには選ばれなかった。
2012年5月、「avex アイドルオーディション2012」に合格。エイベックスのアイドル専門レーベル「iDOL Street」のストリート生に第3期生として加入。6月より「w-Street OSAKA」のメンバーとして活動開始。（同期にはGEMのメンバーだった南口奈々、熊代珠琳、村上来渚、平野沙羅がいる）。
2013年7月、上京。それに伴い「w-Street OSAKA」から「e-Street TOKYO」(TOKYO TORiTSUこれで委員会)に異動する。
2013年8月7日、アイドルユニット「hanarichu」のメンバーとなり、初代リーダーを務める。
2014年2月28日、舞台本番中に左足首を骨折し、全治三カ月と診断される。このため、パフォーマンスを伴うイベントへの出演は、当面の間見送ることになる。その後同年8月7日、本格的にライブに復帰するも、9月28日をもって「TOKYO TORiTSUこれで委員会」を卒業。
2015年3月27日、「hanarichu」を卒業。エイベックスを退所する。
2016年4月、エイジアプロモーション所属となり、ドラマ、映画、舞台に多数出演。
2018年5月1日、ミスマガジン2018ファイナリストに選出するも、グランプリおよび特別賞受賞はならなかった。
2018年9月、エイジアプロモーションを退所する。その後、フリーランスで活動し、PPPSTUDIO所属となった。 
2020年から配信アプリPocochaにてライバーとしても活動し、同年からシュガーソルト名義でTikTok、またYoutubeチャンネルを開設。
2021年、YouTube登録者10万人突破。YouTubeから銀の盾を贈呈された。
同年の大晦日には、YouTubeチャンネル登録者20万人を突破した。
2022年1月31日、この日をもってPocochaのライバー活動を休止した。
2024年3月3日、前年の12月19日に婚約したことを自身のX（旧Twitter）にて報告した。

## 人物
- 趣味はギター、イラスト、散歩、音楽鑑賞、文字を書くこと[1]。
- 特技は韓国語、和太鼓、イラスト、ダンス、歌、スキー、スノーボード[1]。
- 英検準2級を持っている。
- 妹が1人いる[16]。
- 鳥類が苦手であり、ドッキリをされた時に号泣した。

## 出演

### テレビ

#### テレビドラマ
- ラズベリーガール・ラズベリーボーイ（2013年9月28日、TOKYO MX）
- SHIBUYA 零丁目（2016年4月23日、フジテレビ）
- 大貧乏（2017年1月8日 - 3月12日、フジテレビ）
- クズの本懐（2017年1月19日 - 4月6日、フジテレビ）
- 母になる 第3話（2017年4月26日、日本テレビ）
- 明日の約束（2017年10月17日 - 12月19日、関西テレビ）
- LUNA（2019年7月7日、NHK BS8K）[17]

#### その他のテレビ番組
- コピンクス!（2014年2月11日・6月14日、静岡朝日テレビ） - レポーター
- 痛快TV スカッとジャパン（2016年6月13日、フジテレビ）

### 映画
- ウエディングシックスティーン（2016年、監督：伊藤拓也） - ユリ 役
  - 「第3回 八王子shortfilm映画祭」出品作品[18]
  - 「第4回 映画少年短編映画祭」審査員特別賞[19]
- あさひなぐ（2017年9月22日、東宝） - 的林つぐみ 役[20]
- Bの戦場（2019年3月15日、KATSU-do）

### 舞台
- 大阪俳優市場 2013春 第1話『小さな小さなお茶会。』（2013年4月4日 - 7日、世界館）[21]
- Smile Earth Project Vol.8『ラズベリーガール』（2013年9月19日 - 23日、中野 ザ・ポケット）
- アリスインプロジェクト 2014年2月公演『RIN-RIN-RIN〜ヒーローはいつも君のそばにいる〜』（2014年2月26日 - 3月2日、シアターKASSAI）※2月28日に足首骨折のため途中降板[22]
- ぱるエンタープライズ公演 VOL.35『Peach Boys』（2014年7月9日 - 14日、東京芸術劇場シアターウエスト）
- キャットミント隊 第五回公演『The Kaidan アルプス一万尺 Final』（2014年7月30日 - 8月3日、新宿シアターサンモール）[23]
- シザーブリッツ『MEIDO IN HEAVEN』（2014年10月28日 - 11月3日、サンモールスタジオ） [24]
- 私立ルドビコ女学院 vol.5『フカンショウジョ』（2015年10月17日 - 25日、サンモールスタジオ） - 天宮聖恋 役[25]
- シザーブリッツ『帰ってきたアンチョビー』（2015年12月8日 - 13日、上野ストアハウス） - 星野美沙 役[26]
- アサルトリリィ×私立ルドビコ女学院vol.1『シュベスタ―の祈り』（2016年4月16日 - 24日、サンモールスタジオ） - 天宮・ソフィア・聖恋 役 [27]
- 口紅（2016年11月9日 - 14日、赤坂レッドシアター） [28]
- エイジアプロモーションプロデュース第1回公演『ギャル卒!!』（2017年8月3日 - 6日、恵比寿・エコー劇場） - 桜井雪菜 役
- AIDOKU（2018年7月17日・8月28日、新宿レッドノーズ）
- AIDOKU 夏!1周年SP（2018年8月11日、阿佐ヶ谷ロフトA）
- PRETTYMONSTERS - STAGE1『ANSWER?』（2019年1月17日 - 27日、アトリエファンファーレ東新宿） - 坪井レイナ 役

### ラジオ
- DJ Tomoaki's Radio Show!「iDOL Streetの“ストリート★ジャック!”」（2014年1月9日、下北FM） - アシスタントMC

### ライブ
- LANA HBD LIVE -ヘイセイサイゴノセイタンサイ-（2019年3月17日、Live Cafe&Bar AMASTAGE） - ゲスト出演[注 1]
- SOMALU vol.0（2019年5月11日、アメリカ村 FANJ twice）
- 山本あかり presents「LIVE with PV」（2019年5月31日、新宿HEAD POWER）
- 2nd Stage vol.1（2019年7月4日、下北沢ERA）

### PV
- 井上苑子「大切な君へ」（2015年7月1日、EMI RECORDS）
- 西野公香「Brand New World」（2019年5月19日、StarClusterRecord）

### その他
- 開成教育グループ「代ゼミサテライン予備校」2013年度 夏期講習会
- KoHEi「Bassari ma cherie」（2019年3月6日、KoHEi） - ジャケット写真

## 書籍
- LIFE is SHORT（2014年7月20日、ショートカット推進委員会）
- 0410(ショート)（2015年9月1日、ショートカット推進委員会）
- あなたに教えたい！5分でわかる44の文房具トリビア（2016年12月29日、ほるぷ出版）

## ディスコグラフィー

### 参加楽曲

#### w-Street OSAKA
- オネガイMoonlight（2013年8月18日、『BESTREET』収録）

#### TOKYO TORiTSUこれで委員会
- ☆恋してYES〜これが私のアイドル道!〜（未音源化）
- YOU & IDOL（2014年7月6日、『iDOL Street ストリート生コレクション 2013 e-Street』収録）
  - 但し、CD音源では緒方のパートを別のメンバーが歌っている。

#### hanarichu
- 咲いた!ハナリッチュ（2013年10月20日）
- はな☆ドキドキ晴れ（2014年5月25日）
- Don’t Stop（未音源化）
- さくらいろ（未音源化）
- カラフルハイタッチ（2014年12月14日）
- あの花（未音源化）
  - 作詞は緒方自身である。

#### 私立ルドビコ女学院
- シュベスターの祈り（『アサルトリリィ×私立ルドビコ女学院 vol.1『シュベスターの祈り』CD』収録）
- リリィデイズ（『アサルトリリィ×私立ルドビコ女学院 vol.1『シュベスターの祈り』CD』収録）